# Carla Tavares (política)
Carla Maria Nunes Tavares (nascida a 15 de Agosto de 1970) é uma política portuguesa eleita deputada ao Parlamento Europeu pelo Partido Socialista em 2024.
Tavares foi presidente da Câmara Municipal da Amadora entre 2013 e 2024. Foi também vice-presidente da Câmara Municipal da Amadora entre 2001 e 2013.